# Zdenac života
Zdenac života je remek-djelo znamenitog hrvatskog kipara Ivana Meštrovića, nastalo početkom 20. stoljeća. Postavljen je 1912. godine na Trgu Republike Hrvatske ispred HNK u Zagrebu kao urbanistička intervencija Ignjata Fischera.
Zdenac života rad je mladog Meštrovića, nastao 1905., prvo njegovo remek-djelo koje je zaslužilo središnje mjesto u glavnoj izložbenoj dvorani na proljetnoj izložbi Bečke Secesije 1906. godine. U prepisci s Antom Trumbićem Meštrović je jasno izrazio želju da Zdenac bude postavljen u Splitu. No, skulpturu je kasnije otkupio Isidor Kršnjavi, tadašnji ministar kulture u Zagrebu, te je postavio na trg pred zgradom zagrebačkog kazališta gdje je i danas.

## Analiza
Vijenac monolitnih tijela koji okružuje zrcalnu vodu izvora postiže takvu kreativnu snagu i likovnu kvalitetu koju ni sam Meštrović možda nije nadmašio do kraja svog stvaralaštva. Oko fontane su naga tijela ritmički poslagana oko zdenca, izvora vode. Tijela izgledaju kao da su živa, zamrznuta u pokretu. Stvarnih su proporcija, a dijelovi lica i tijela prikazani su realistično. Njihova površina je glatka i zaobljena. Nigdje nema pravih kutova, oštrih prijelaza ni pravilnih geometrijskih oblika. Sve je oblo i nježno. Živost njihovih nagih tijela i snaga izraza lica pokazuje želju za životom i životnim radostima. Djelo je izvrstan spoj skulpture i prostora. Reljef prikazuje čovjekov prirodni ciklus, od rođenja do starosti. Uživanje u životnim radostima posebno je istaknuta kod parova koji se ljube i grle. Svojim kretnjama pokazuju nježnost i bezbrižnost. Nasuprot njima, starac, koji je na kraju svog života, čeznutljivo gleda u zdenac, simbol života.
U kontrastu s dinamički poslaganim realističkim tijelima, zdenac je, pravilnog geometrijskog oblika. Ovaj jednostavni valjak, bez detalja, svojom jednostavnošću smiruje kompoziciju. Zbog glatkih i zaobljenih tijela nema jakih svjetlosnih kontrasta. Prijelazi između svjetlosti i sjene blagi su i mekani.
U Zdencu života da se naslutiti utjecaj Rodina u obradi likova, u ovom djelu ostvaruje sintezu skulpture i refleksivne simbolike. Oblik zdenca s povezanim skulpturama s jednom idejom "vječne žeđi". Iako je radio površnom impresionističkom tehnikom, uspio je postići stanovitu jedinstvenu izrazito plastičnu arhitekturu spomenika koja Rodinu ne uspijeva.